# 풋사랑
"풋사랑"은 1971년 공개된 대한민국의 영화이다.

## 배역
- 나훈아
- 문희
- 노주현